# جميما
تقع قرية جميما في الجزء الجنوبي من المملكة العربية السعودية، وتقع تحديداً غرب مدينة صبيا (منطقة جازان)، ويصل عدد سكانها إلى 3000 نسمة، يوجد بها مجمع مدارس للبنات كما يوجد بها مدرسة ابتدائية للبنين ويوجد بها مركز للنشاط الاجتماعي. 
بنيت القرية على ضفاف وادي بيش قديما حيث كانت التجمعات السكانية قديما تتكون حول الاودية التي تصب اثناء فترة الامطار للاستفادة من مياهها في الزراعة، عانت القرية في الماضي من السيول الموسمية إلى ان بني سد وادي بيش وانتهت المعاناة التي كانت تتمثل في قطع الطرق من وإلى القرية لفترات طويلة، ولكن الجفاف ضرب تلك الأراضي التي كانت دائمة الخضرة طوال اوقات السنة بعد بنيان السد لينتهي عهد الزراعة بمياه السيول. 
اما من الناحية العمرانية فقد تطورت المباني وتوسعت حدود القرية إلى مساحات أكبر من السابق يميز القرية موقعها الذي يربط بين محافظة بيش وصبياء. 